# جامب إن!
جامب إن!, (بالإنجليزية: Jump In!)‏, من إنتاج ديزني عام 2007. وعقد العرض الاميركي على قناة ديزني في 12 كانون الثاني 2007. واعتبر بعد ذلك الفيلم من 8.2 مليون مشاهد. في 27 أبريل 2007. الفيلم من بطولة كوربن بلو من هاي سكول ميوزيكال والممثلة كيكي بالمر، وتدور حول شاب ملاكم، اسمه ايزي دانيالز يمثل بدوره (كوربن بلو) الذي تدرب ليتبع خطى والده بفوزه القفزة الذهبية.

## القصة
كوربن بلو من هاي سكول ميوزيكال، والآن قام بتمثيل شخصية ايزي الملاكم، ويدربه والده ليصبح ملاكم، ولكن عندما أخذ اخنه الصغيرة في مركز نط الحبل وهي القفاز الذهبي لتشاهد صديقاتها، ورأى صديقته ضمن المتباريات هي ماري تمثل بدورها الممثلة (كيكي بالمر)، وشاهد العرض وعجبته الحركة وانضم مع ماري بالفريق وتدرب وأصبح يجيد القفز ولكن والده يصر ان يفوز بالملاكمة بحصول الجائزة الكبرى، وسمع كلام والده وأصبح الولد ملاكم ووينط بالحبل في القفاز الذهبي، ونجح في الملاكمة وفرح به والده وذهب ليتدرب على القفز مع اصدقائه ليفوزوا في المسابقة القفاز الذهبي، وهو يقفز ويرقص بالمسابقة قام بغناء اغنيته (يدفعها إلى حد) في البومه الأول «وهناك جانب آخر», وانبهروا الناس ووالده وشقيقته الصغرى وفازوا بالمسابقة مع اصدقائه.

## طاقم الممثلين
| الفاعل               | دور                    |
| -------------------- | ---------------------- |
| كوربن بلو            | إيزادور "ايزي" دانييلز |
| دايفد رايفرز         | كينيث دانيلز           |
| كيكي بالمر           | ماري توماس             |
| شانيكا نولز          | شاونا ليويس            |
| باتريك جونسون جونيور | روندي تايلور           |
| لايفان غرين          | كيشا راي               |
| كيلي راسيل           | كارين دانييلز          |
| ريبيكا وليامز        | تامي ليويس             |
| غاجوب مانديلا        | يولاندا بروكس          |
| ميخا وليامز          | جاكسون إيرل ايل        |

## الشخصيات
- إيزادور «ايزي» دانييلز (كوربن بلو) - بطل الفيلم الرئيسي، وهو الشاب الذي هو الملاكم الذي ينضم في وقت لاحق فريق ماري جاره الهولندي مزدوجة. في البداية، وقال انه يكره ماري لأنها يزعج دائما له. انه يكافح لترقى إلى مستوى أحلام والده بعد وفاة والدته. انه يبدأ في تقع في الحب مع مريم بعد حين. تصريحاتها يعني عنه لا يبدو أن تكترث له. ومنافسه الرئيسي هو رودني تايلر. وقال انه لا يروق رودني لكنه لا نقدر الطريقة التي يعامل به. ويحاول مساعدته بين الحين والآخر ولكن السلوك رودني الغاشمة أسباب الاحتكاك بين اثنين منهم. ايزي لديه على سحق مريم.
- كينيث دانيلز والد دايفد رايفرز من ايزي - واعرب عن امله ان ايزي يوما ما سوف تصبح ملاكم محترف.
- ماري توماس - بطل الفيلم الرئيسي الثاني، الفتاة المقبل الباب (كيكي بالمر) الذي ينظر إليه على أنه أكثر من الكمال غير الرسمية بين كبار الذين تحشد ايزي مساعدة في الانضمام إلى فريقها الهولندية مزدوجة. انها في حالة حب مع سرا ايزي لكنها تنفي ذلك دائما. انها تحاول اخفاء ذلك عن طريق إهانة له باستمرار بدون أي سبب. مشاعرها الحقيقية تأتي في وقت لاحق عندما القبلات بشكل غير متوقع له.
- شاونا ليويس وكيشا راي، شانيكا نولز، لايفان غرين - هي ماري الموالية «الصديقات» على فريقها الهولندية مزدوجة. انهم يعرفون عن سحق ماري السري على ايزي ويذكرون أنه في بعض الأحيان ونعرف انها تكذب عندما ينكره.
- رودني تايلر - خصم الفيلم الرئيسي. الفتوة في الحي والمدرسة. انه تنافس ضد ايزي في الملاكمة، لكنه خسر. يبدو رودني ستكون صعبة على الخارج، لكني في أعماقي هو شخص جيد. عائلته فقيرة. في وقت لاحق رودني أدركت ما كان ذلك الحق وصوله إلى المباراة ايزي الهولندي مرتين وأصبح أصدقاء معه.
- كارين دانيلز - كارين (كيلي راسيل) هي الشقيقة الصغرى لايزي. انها عبارة عن «شعب» شخص ومتسلط جدا في بعض الأحيان. وقالت انها تتطلع إلى جارتها مريم.

## الإنتاج
كان من المقرر اصلا ان فيلم لنجمة رايفن سيمون واسمه نقرا الهولندية، ولكن نظرا لأسباب غير معروفة تم تجديدها في وقت لاحق إلى الانتقال و! مع كوربن بلو.
قفزة في! هو 69 قناة ديزني الفيلم الأصلي، ودخلت حيز الإنتاج في عام 2006. وفي وقت سابق من عناوين للفيلم، موضحا «ان اذهب»، «اذهب في» وبدء الانتقال، مع بعض المقطورات في وقت مبكر حتى تظهر «تحفيز» العنوان.
في الفيلم، المجموعة التي ايزي دانيالز في يسمى الفلفل الحار الساخن. هذا هو محاكاة ساخرة واضحة من الفلفل الحار الفلفل الحار الأحمر، وموسيقى الروك واقع الحياة. النسخة بالإسبانية يصف اسم سالتو. وأدى ذلك إلى فشل الدعوى مارس 2007.
وبدأ الترويج للفيلم في صيف عام 2006، مع ملصق الظهور في برنامج جولة هاي سكول ميوزيكال. وأبرزت إعلانات جمعية كوربن بلو مع المدرسة الثانوية الموسيقية وركض بشكل كبير خلال النزهات إعادة هذا الفيلم. كما وضعت العديد من أشرطة الفيديو من الفيلم في تناوب ثقيلا على قناة ديزني، بث أثناء فترات الراحة في البرمجة العادية.
أصبح كوربن بلو جيد جدا في القفز وأداء حتى بعض الحركات الخطيرة بنفسه مثل ركلة الحمار وسيتوبس، لكنه قد ضعف حيلة لبعض القفز مثل تقلب الظهر والقفز على حدة. في نهاية الفيلم، اندي رويال يجعل ضيفا على ظهور واحدة من صانعو الحبال القفز. خلال المسابقة النهائية، وهو بطل الفعلي المنتخب الهولندي مرتين من بروكلين يجعل من حجاب. انهم مجرد حدث ليكون في تورنتو عن البطولة في الوقت نفسه كان يجري تصوير الفيلم.

## استعراض
شباب الفيلم هي رياضة شعبية في نط الحبل في أمريكا، وهو يمارس أيضا في شكل تنافسي.
وقال مظللة مع الكثير من الموسيقى، روميو وجولييت قصة مرة أخرى في الأمر، أنه يجب الاستماع إلى ضميره وصوته الداخلي لاتخاذ القرار الصحيح.

## الحافز
قفزة في! حطم الرقم القياسي الذي سجلته في وقت سابق من قبل الفتيات الفهد الجزء الثاني، العرض الأول في قائمة افلام ديزني الأعلى تصنيفا مع 8.2 مليون مشاهد. وحصل على 5.4 في إنترنت موفي داتابيز. وفي الوقت الملحوظ الذي كوربن بلو ثاني # 1 ضرب لقناة ديزني وكيكي بالمر أول وكان فاز في وقت لاحق لأعلى الدرجات بنسبة هاي سكول ميوزيكال 2, (كوربن بلو أيضا دور البطولة) في 17 أغسطس 2007 والتي اكتسب 17240000 المشاهدين، مما يجعل بلو هو ثالث 1 من افلام ديزني ضرب، مقارنة مع قفزة في! الذي في العرض والجمهور 8200000.

## آخر
- تم تصوير الفيلم في ميسيسوجا وتورونتو.
- في العرض والجمهور 8200000.
- ومنذ 3 أبريل 2007، يمكنك شراء على دي في دي القفزة في!.

## أوقات العرض
| البلد            | القناة                | التاريخ         |
| ---------------- | --------------------- | --------------- |
| الولايات المتحدة | قناة ديزني            | 12 يناير، 2007  |
| كندا             | قناة فاميلي           | 12 يناير، 2007  |
| أستراليا         | قناة ديزني (أستراليا) | 14 أبريل، 2007  |
| إيطاليا          | قناة ديزني (إيطاليا)  | 20 يونيو، 2007  |
| إسبانيا          | قناة ديزني حول العالم | 16 نوفمبر، 2007 |
| الشرق الأوسط     | قناة ديزني شرق الأوسط | 5 ديسمبر، 2007  |
| بلغاريا          | قناة ديزني بلغاريا    | 4 مارس، 2010    |